# 宮本悦也
宮本 悦也（みやもと えつや、1931年（昭和6年）- ）は、日本の実業家である。電通経済関西支社長を経て、企業向けコンサルタントとして活動し、東京アンドパリ社社長、流行学研究所社長となる。社会現象を分析、研究して流行学（英：modology）を創始した。東京都出身。

## 経歴

### 生い立ち
1931年（昭和6年）東京府で生れる。東京府立芝愛宕尋常小学校を経て、1944年（昭和19年）旧制東京府立二十二中学（現：東京都立六本木高等学校）へ入学する。その後、東京空襲に遭い岡山県へ疎開する。1945年（昭和20年）旧制岡山県立高梁中学（現：岡山県立高梁高等学校）へ2年次転入する。そのまま終戦を迎え、1948年（昭和23年）同校を卒業した。

### 東京へ帰郷後
卒業後、直ぐに日本電気へ入社し、三田本社へ配属となった。日本電気で勤務した後、電通経済へ転職し（現：日刊電化経済通信社）1958年（昭和33年）に関西支社長となる。その後、支社長を辞めて家電・通信の予測コンサルタントとなり、1960年（昭和35年）松下電器へ入社する。松下通信工業へ出向し、有名なケイタイ・ポケベル・音声合成・トラフィックレコーダー等々の需要を予想し商品化に成功する。勤務する傍ら、1964年（昭和39年）早稲田大学第二文学部演劇コース（現：文学部演劇映像コース）へ入学する。1968年同校を卒業し、そのまま早稲田大学大学院文学研究科芸術学科へ入学し、1970年（昭和45年）宮本が39歳のときに早稲田大学大学院を卒業する。
1969年（昭和44年）大学院在学中に東京アンドパリ社（婦人服飾商品の流行予測）社長となり、フランスSPV、Tobeレポートなどを日本に紹介する。1974年（昭和49年）には、流行学研究所社長となった。同社では流行の実験や製造販売を行う。1982年（昭和57年）にはトヨタ自動車のデザイン指導、1986年（昭和61年）日産自動車のデザイン指導を行った。1987年には、自身の著書である「外来パラダイムからの脱出」を執筆するためにハワイへ移住する。
1982年から2010年までの宮本発表の論文集である「新・自動車の流行学」を執筆し出版している。

## 主な著書
- 『月刊 流行学研究　MODOLOGY』, 宮本悦也, 東京アンドパリ社
- 『松下電器—成長はパニックで生き残れるか』, 宮本悦也, 三一書房, 1971年
- 『パニック学入門 : 残像を殲滅せよ!』, 宮本悦也, 時事通信社新書版, 1971年
- 『70年代のファッションを予測する』, 宮本悦也, 繊維マーケティング・センター, 1971年
- 『流行学「文化」にも法則がある』, 宮本悦也, ダイヤモンド社, 1972年
- 『商品の流行学　-経済周期律の発見-』, 宮本悦也, ダイヤモンド社, 1976年
- 『情報の流行学—意外性の構造』, 宮本悦也, ダイヤモンド社, 1977年
- 『外来パラダイムからの脱出―色とデザインの予測理論の完成』, 宮本悦也, 1992年[2]
- 『私蔵版・流行サイクル時刻表』, 宮本悦也, 1992年
- 宮本悦也の流行学『メガヒット（大流行）するデザイン（形）―不況を乗り切る最強のビジネス書』, 本の泉社, 2003年[3]
- 『新・自動車の流行学』, 宮本悦也, パンドラ文庫, 2010年[1]